# Stockholmski mirovni sporazum
Premirji iz Stockholma sta mirovna sporazuma, ki sta končala vojno med Švedsko in Volilno kneževino Hannover (leta 1719) in Prusijo (leta 1720). 
Nerešene sporne točke so obravnavali v kasnejših sporazumih: v sporazumu iz Frederiksborga med Švedsko in Dansko-Norveško leta 1720 in v sporazumu iz Nystada med Švedsko in Rusijo leta 1721. Prvi sporazum i je bil zgolj prenovitev štirih prejšnjih pogodb: Köbenhavnske pogodbe iz leta 1660, srečanja v Malmöju leta 1662, sporazuma iz Fontainebleauja 1679 in Lundskega premirja (sklenjenega v Stockholmu 1679).
Friderik I. je začel pogajati po smrti švedskega kralja Karla XII. Švedske leta 1718. Smrt švedskega monarha je napovedala bližajoči se zaključek velike severne vojne.

## Stockholmski mirovni sporazum (1719)
V sporazumu s Hannovrom 9 novembra 1719, se je Švedska odrekla pokrajini Bremen-Verden.

## Stockholmski mirovni sporazum (1720)
Stockholmski mirovni sporazum 21. januarja jul. / 1. februarja 1720 greg. je bil delni mirovni sporazum v veliki severni vojni. Končal je vojno med Prusijo in Švedsko. V zameno za plačilo dveh milijonov talerjev je Prusija dobila južno Zahodno Pomeranijo severno od Peene (pozneje imenovane Stara Zahodna Pomeranija), mesta Stettin, Damm in Gollnow ter otoka Usedom in Wollin. Ta območja so bila od leta 1713 dalje pod prusko okupacijo - s prekinitvijo leta 1715 za Usedom. Pogodba je bila formalizirana leta 1720 in je začela veljati, ko je Friderik Viljem I. Pruski izdal patent, s katerim je 29. maja 1720 odstopljeno območje razglasil za del Prusije. Deli švedske Pomeranije, ki naj bi ostali na Švedskem, so bili tedaj pod dansko okupacijo, Švedski pa so bili vrnjeni s pogodbo iz Frederiksborga 3. julija 1720.
Za Prusijo je ta mirovni sporazum pomenil nadaljnji premik v smeri k nemški velesili, za Švedsko pa še en korak več nazaj. Švedska je dalje izgubljala premoč na Baltskem morju. V spomin na prevzem Stare Zahodne Pomeranije s Stettinom je Friderik Viljem I na novo zgrajena berlinska vrata v Stettinu dal vklesati latinski napis, ki ne povsem brez ironije pravi: "vojvodstvo Stettin ... na podlagi zakonitih pogodb in za razumno ceno kupil, pridobil in si ga do Peene prilastil".